# Virgilio Laurenziano
Il Virgilio Laurenziano o Vergilius Mediceus è un manoscritto vergato in capitale libraria nel V secolo, conservato nella Biblioteca Medicea Laurenziana e contenente le opere del poeta romano Publio Virgilio Marone. Sullo stemma codicum è elencato sotto la sigle M (le correzioni successive sono indicate con le sigle da M1 a M7) ed è uno dei più importanti testimoni testuali delle opere virgiliane.

## Storia e caratteristiche
Fu scritto a Roma intorno al 450, con inchiostro nero, in capitale libraria; secondo l'uso dell'epoca, il testo è in scriptio continua, ovvero senza punteggiatura o separazioni tra le parole. Molto completo, contiene tutte le Georgiche (foll. 9r-49v) e l'Eneide (foll. 49v-221v); delle Bucoliche (foll. 2r-9r) mancano soltanto le prime cinque Egloghe e l'inizio della sesta, fino al verso 47. L'impaginazione, con un formato relativamente piccolo di circa 21,5 cm di altezza e circa 15 cm di larghezza, un carattere verticale di 29 versi per pagina, una dimensione bassa dei caratteri di soli 0,25-0,3 cm, conferisce al manoscritto un carattere meno monumentale, ma piuttosto quello di un sofisticato testo di lettura per uso privato, la cui affidabilità era apprezzata, come dimostrano le numerose correzioni antiche.
Al folio 8r, tra la fine delle Bucoliche e l'inizio delle Georgiche, è posta un'annotazione a indicare che il manoscritto fu emendato da Turcio Rufio Aproniano Asterio, console ordinario dell'anno 494, per suo fratello Macario; all'interno dell'iscrizione è inserita una composizione poetica in dodici versi, talvolta attribuita a Macario. In questa edizione fu inserita la prima punteggiatura.
In seguito, il Virgilio Laurenziano giunse nella biblioteca dell'abbazia di Bobbio, la cui iscrizione di proprietà si trova al foglio 2r, e dove rimase fino al 1461 o 1467. Da lì giunse all'abbazia di San Paolo fuori le mura a Roma, intorno al 1470. poi alla Biblioteca Apostolica Vaticana, dove l'umanista Pomponio Leto lo consultò e lo annotò (con inchiostro rosso) intorno al 1471; potrebbe essere stato utilizzato nella preparazione dell'editio princeps delle Opere di Virgilio, stampata a Roma nel 1469. Francesco I de' Medici lo acquistò dagli eredi del cardinale Rodolfo Pio, grande amante delle arti e grande collezionista di libri, morto nel 1564, per passare poi poco dopo il 1587 alla Biblioteca Medicea Laurenziana, dove il codice pergamenaceo è oggi conservato con la segnatura Biblioteca Medicea Laurentiana, Plut. XXXIX, 1 (un unico foglio si trova in Città del Vaticano, BAV, lat. 3225, allegato al Virgilio vaticano come fol. 76).
I fogli superstiti sono 220 (su circa 229 originari).

## Edizione
Nel 1741, Giovanni Gaetano Bottari, un dotto prelato fiorentino, era il custode della Biblioteca Vaticana e il filologo fiorentino Pier Francesco Foggini ne era il bibliotecario: insieme intrapresero la pubblicazione dei manoscritti virgiliani della biblioteca, tra cui il Vergilius Vaticanus basato sulle incisioni di Bartoli. Pubblicarono anche un facsimile del Mediceus Laurentianus: il volume – in quarto – fu stampato a Firenze da Giuseppe Manniani, con caratteri di dimensioni diverse che imitavano la scrittura originale maiuscola, in nero e rosso (per le correzioni di Rufio Asterio e Pomponio Leto). Nella prefazione, un'incisione piuttosto precisa riproduce alcune righe del manoscritto originale.

## Facsimile
- Enrico Rostagno: Vergilius mediceus. Exemplar Medicei simillimum publice phototyp. impressum (Biblioth. Laur.: Plut. XXXIX,1). Libraria dello Stato, vol. 1-2 (facsimile e commento), Roma 1931.